# 馬蘇德·阿查爾
馬蘇德·阿查爾 (英語：Masood Azhar) 巴基斯坦伊斯兰激进派学者、圣战组织领导人，总部设在巴基斯坦的恐怖主义组织穆罕默德军创始人和领导人，主要在巴控查谟和克什米尔地区活动，2019年5月1日被联合国安全理事会列为恐怖分子。

## 早期生活
1968年7月10日 (有來源表示是8月7日)，馬蘇德·阿查爾出生於巴基斯坦旁遮普省巴哈瓦爾布爾，是家中第三個孩子（五個男孩與六個女孩）。阿查爾的父親 Allah Bakhsh Shabbir 是公立學校的校長與迪奧班迪教士，家裡經營奶製品農場與家禽養殖場 。
阿查爾於八年級離開主流教育體系，進入伊斯蘭學校，並於1989年畢業並被指派為教師。這個伊斯蘭學校與哈爾卡特穆斯林遊擊隊關係密切。在加入阿富汗的聖戰士訓練營後，阿查爾加入了游擊隊。 儘管沒有完成訓練，他參加了蘇聯－阿富汗戰爭，並在戰爭中負傷 。也因此被選為哈爾卡宣傳部門的主管，負責編輯烏爾都語雜誌《Sad'e Mujahidin》與阿拉伯語雜誌《Sawte Kashmir》。
阿查爾接著擔任哈爾卡特穆斯林遊擊隊領導人，在辛巴威、阿布達比、沙烏地阿拉伯、蒙古、阿爾巴尼亞以及英國招人與募款，並宣揚泛伊斯蘭主義。

## 在索馬利亞的活動
1993年阿查爾到肯亞奈洛比會見親蓋達組織的索馬利亞組織，al-Itihaad al-Islamiya的領導者。印度情報局相信阿查爾至少去過三次索馬利亞，並協助葉門傭兵到達索馬利亞。

## 在英國的活動
1993年8月，阿查爾開始他在英國的演講、募款與招募行程。他在英國幾個有名的伊斯蘭機構演講，包括Darul Uloom Bury神學院、Zakariya清真寺、布拉克本與伯恩利的Madina Masjid以及Jamia Masjid。他宣稱古蘭經中有相當大的比例關於「為了阿拉殺人」，也有相當大的篇幅是穆罕默德關於聖戰的的想法。阿查爾接觸了為恐怖行動提供訓練與後勤支持的英國人，他們在2006年7月7日與21日嘗試偷渡液體炸彈材料登機。

## 哈爾卡特穆斯林遊擊隊
1993年，激進組織哈爾卡特穆斯林遊擊隊（Harkat-ul-Ansar(HuA)）成立，由馬蘇德擔任總書記。 1998年，美國中央情報局在報告中指出Hua在1994年至1998年綁架了至少13個人，其中12個個來自西方國家。

## 在印度被捕
1994年，阿查爾使用假身份抵達斯里納加爾，試圖緩解哈爾卡特穆斯林遊擊隊中的敵對勢力，Harkat-ul-Jihad al-Islami與Harkat-ul-Mujahideen。2月，印度政府於阿納恩特納格附近的Khanabal將他逮捕，並以組織恐怖行動為由入監。 他在被捕時說「 伊斯蘭士兵們從12個國家來解放喀什米爾。我們會用火箭炮來回應你們的卡賓槍。」
1995年，6個外國遊客於查謨和克什米爾被綁架。犯人自稱為 Al-Paran，要求釋放阿查爾。其中一名人質成功逃脫，一名被斬首並在8月被發現，其他人則沒有任何消息。 FBI也對阿查爾進行多次關於綁架案的偵訊。

## 劫機事件後獲釋
四年後，在1999年12月，印度航空公司814號班機（IC814），由尼泊爾加德滿都飛往新德里，被劫持後在阿富汗坎大哈降落。坎大哈當時被塔利班政權控制。塔利班政權原先由印度扶植，後來轉與巴基斯坦三軍情報局合作。劫機者提出了三個要求，其中包括釋放阿查爾。印度政府接受了這個條件，釋放了阿查爾。被許多人，包括後來的印度情報局局長Ajit Doval批評是「外交失敗」。此次劫機由阿查爾的哥哥Ibrahim Athar領導，阿查爾在印度警方的監督下從Kot Bhalwal被釋放。他的弟弟Abdul Rauf Asghar策劃了這次劫機。劫機者接到阿查爾後便馬上逃至巴基斯坦。巴基斯坦曾表示劫機者將會被逮捕，而阿查爾可以回家，因為他在當地並未面臨任何指控。
獲釋後不久，阿查爾在喀布爾對10,000人進行公開演說。他宣稱「我來到這裡因為這是我的職責來告訴你們，穆斯林不應該姑息直到我們摧毀印度」，宣示要將喀什米爾從印度解放出來。
1999年，在阿查爾獲釋後，美國將哈爾卡特穆斯林遊擊隊加入至恐怖組織名單之中，哈爾卡特穆斯林遊擊隊將其名稱從「Harkat-ul-Ansar (HuA)」改為「Harkat-ul-Mujahideen (HuM)」。

## 穆罕默德軍
阿查爾建立一個新的組織，穆罕默德軍（Jaish-e-Mohammed(JeM)）。受到巴基斯坦三軍情報局、塔利班政權、奧薩瑪·賓·拉登與其他幾個巴基斯坦遜尼派組織的協助。 由阿查爾的家族運作。

### 2001年印度國會襲擊
2001年12月13日，穆罕默德軍與虔誠軍襲擊印度國會，造成印巴情勢升溫，導致2001-02年印巴對峙。這場攻擊造成五個恐怖份子、六名德里警察、兩名國會保全與一名警衛，共14人死亡。
2001年12月29日，巴基斯坦當局在印度與國際社會的壓力下居留阿查爾了一年。2002年12月14日，巴基斯坦的拉合爾高等法院命令中止居家禁閉，造成印度不滿。在此之後阿查爾沒有再被逮捕過。

### 2008年孟買連環恐怖襲擊
2008年12月7日，巴基斯坦政府掃蕩穆扎法拉巴德外圍時逮捕的犯人供稱阿查爾與2008年孟買連環恐怖襲擊有關係，並居住在巴基斯坦巴哈瓦爾布爾。巴基斯坦政府否認阿查爾已被逮捕，表示不知其下落
2014年1月26日，阿查爾在隱居兩年後重新出現。他呼籲穆扎法拉巴德團結，要求恢復喀什米爾的聖戰。穆罕默德軍宣稱他當時人在印度斯里納加爾。

### 2016年巴譚果空軍基地襲擊案
據稱2016年巴譚果空軍基地襲擊案是由馬蘇德·阿查爾與他的哥哥策劃。在襲擊開始後他們與襲擊者仍有直接接觸。印度調查機構掌握了阿查爾共謀的證據並向國際刑警組織對其發布紅色通緝令。

### 2019年印度普爾瓦馬襲擊
2019年2月14日，載有中央后备警察部队安全部隊人員的車隊在查謨斯利那加國家高速公路上行駛時，在印度查谟-克什米尔邦普爾瓦馬縣阿瓦恩蒂波拉附近的利法普勒遭遇汽車自殺式襲擊，造成46名安保人員殉職，施襲者亦同告身亡，活躍在巴基斯坦的伊斯蘭武裝組織穆罕默德軍承認策劃襲擊。他在巴基斯坦的軍醫院批准這次襲擊，當時他在保護性拘留中。 這次襲擊後，法國、英國與美國在聯合國安全理事會提議要制裁阿查爾。

## 制裁
美國財政部禁止美國公民與巴基斯坦的武裝組織進行任何交易。
中華人民共和國於聯合國安理會制裁委員會動用否決權，否決將其列為國際恐怖份子的動議。 自2009年開始，聯合國安理會有四次提議將馬蘇德·阿查爾列入反恐制裁名單，中國都以「缺乏證據」否決。2016年，印度提議將他列為恐部份子時也被中國否決。 2017年2月與2019年3月13日，中國阻止美國封禁阿查爾。。然而在2019年5月，中國終於不再否決，讓馬蘇德·阿查爾被列為國際恐部份子。

## 傳記

### 书籍和小册子
他被称为“多产作家”， 一共撰写了大约 20 部主要关于圣战的书籍，包括：
- Fatah-ul-Jawad, described by scholar Ayesha Siddiqa as "his seminal work", it's a book on jihad "with  two volumes of 2,000 pages each."[38]
- Faz̤āʼil-i jihād, kāmil. On the importance of Jihad; a 850-page commentary on Mashāriʻal-Ashwāq ilʹa-Maṣariʻ al-ʻUshshāq by the medieval scholar Ibn an-Naḥās. In 2002 it was estimated that some 20,000 copies of this book have been sold in Pakistan.[39]
- Yahūd kī cālīs bīmāryān̲ ("Forty Diseases Of The Jews"). Middle East Media Research Institute noted that it may be one of the most antisemitic book of the Urdu language, with 424 pages and 440 Qur'anic verses quoted.[40] He has criticized the whole of Judaism, calling it "another name for those beliefs, ideas, and practices which were invented by Satan."[41]
- Muskurāte zak̲h̲m. Political autobiography.
- K̲h̲ut̤bāt-i jihād. Islamic sermons in two volumes on the eminence of Jihad according to the teachings of Islam.
- Rang o nūr. Collected columns chiefly on jihad and criticizing Pakistani government for following United States policies.
- Jamāl-i Jamīl. On the life of Muḥammd Jamīl K̲h̲ān, 1953-2004, a noted religious scholar.
- Zād-i mujāhid : maʻ maktūbāt-i k̲h̲ādim. On the eminence, views and interpretation of Jihad.
- 7 din raushnī ke jazīre par. 7 Days comprehensive course on Islamic teaching.
- Tuḥfah-yi saʻādat. Study of God's names in the Qur'an.

### Books and booklets about him
- Maulānā Masʻūd Aẓhar, mujāhid yā dahshatgard by Muḥammad T̤āriq Maḥmūd Cug̲h̲tāʼī.
- Asīr-i Hind : Maulānā Masʻūd Aẓhar ke paidāʼish parvarish jihād men̲ shirkat by ʻAbdullāh Masʻūd.

## 外部連接
- BBC 個人資料 （页面存档备份，存于）
- History Commons個人檔案 （页面存档备份，存于）
- Global Security個人檔案 （页面存档备份，存于）
- China's move to block ban against Azhar came just before deadline （页面存档备份，存于）